# Sangre de Reyes
Sangre de Reyes è il quarto album della heavy metalband spagnola Tierra Santa uscito nel 2001.

## Tracce
1. David y El Gigante
2. La Ciudad Secreta
3. Pegaso
4. Juana de Arco
5. La Sombra de la Bestia
6. Dos Vidas
7. La Armada invencible
8. El laberinto del Minotauro
9. El Amor de mi Vida
10. Mi tierra
11. Sangre de Reyes

## Formazione
- Ángel: voce e chitarra
- Arturo: chitarra
- Roberto: basso
- Iñaki: batteria